# Marko Wylew
Marko Dimitrow Wylew (bułg. Марко Димитров Вълев, ur. 20 listopada 1969) – bułgarski judoka. Olimpijczyk z Seulu 1988, gdzie zajął osiemnaste miejsce w wadze półciężkiej.
Uczestnik mistrzostw świata w 1987. Brązowy medalista mistrzostw Europy w 1988; piąty w 1989 roku.

## Letnie Igrzyska Olimpijskie 1988
| Konkurencja | Eliminacje        | Klas. końcowa |
| Konkurencja | Przeciwnik I      | Miejsce       |
| ----------- | ----------------- | ------------- |
| 95 kg       | Juri Fazi (ITA) P | 18.           |